# Моголь
Моголь — река в Иркутской области России, правый приток Киренги.
Длина реки — 162 км. Площадь водосборного бассейна — 1220 км². Средний расход воды в 4 км от устья с 1956 по 1988 гг — 26,01 м³/с.
Устье Моголя находится на высоте 281 м над уровнем моря в 73 км по правому берегу Киренги, напротив острова Подгарный
Код водного объекта 18030000312117100011022.